# Dobârlău
Dobârlău alte Schreibweise Dobîrlău [ˈdobɨrləu] (deutsch Dobersdorf, ungarisch Dobolló) ist eine Gemeinde im Kreis Covasna, in der Region Siebenbürgen in Rumänien.

## Geographische Lage

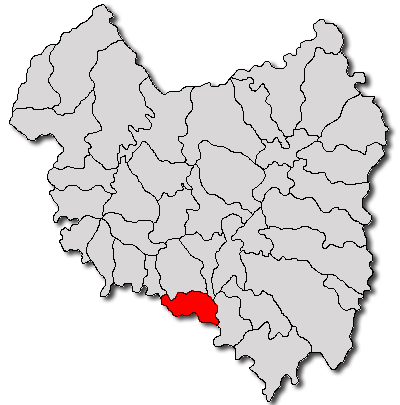
Lage der Gemeinde Dobârlău im Kreis Covasna

Die Gemeinde Dobârlău liegt in den Südwestausläufern des Întorsura Gebirges – ein Teilgebirge der Ostkarpaten – südöstlich des Siebenbürgischen Beckens. Am gleichnamigen Bach im Süden des Kreises Covasna und der Kreisstraße (Drum județean) DJ 103B befindet sich der Ort Dobârlău 20 Kilometer südlich von der Kreishauptstadt Sfântu Gheorghe (Sankt Georgen) entfernt.

## Geschichte
Der mehrheitlich von Rumänen bewohnte Ort Dobârlău wurde erstmals 1749 urkundlich erwähnt. Archäologische Funde sind auf dem Gemeindegebiet nicht vermerkt.
Zur Zeit des Königreichs Ungarn gehörte Dobârlău dem Stuhlbezirk Sepsi in der Gespanschaft Háromszék (rumänisch Comitatul Trei-Scaune). Anschließend gehörte Micfalău dem historischen Kreis Trei-Scaune (deutsch Drei Stühle) und ab 1950 dem heutigen Kreis Covasna an.

## Bevölkerung
1850 lebten auf dem Gebiet der heutigen Gemeinde Dobârlău 1576 Einwohner. 1440 waren Rumänen, 59 davon waren Magyaren und 77 waren Roma. Zwischen 1966 und 1992 wurde auch je ein Rumäniendeutscher registriert. 2011 waren von den 2135 Menschen auf dem Gemeindegebiet, 2063 Rumänen, 20 Roma, 11 Magyaren, zwei Rumäniendeutsche und restliche machten keine Angabe zu deren Ethnie.
Seit der ersten Volkszählung von 1850 wurde die höchste Anzahl der Rumänen (2452) und der Roma (234) 1977, der Magyaren (80) 1880 und die der Rumäniendeutsche 2011 registriert.

## Sehenswürdigkeiten
- Laut dem Verzeichnis historischer Denkmäler des Ministeriums für Kultur und nationales Erbe (Ministerul Culturii și Patrimoniului Național) stehen im Gemeindezentrum die orthodoxe Kirche Adormirea Maicii Domnului[5] 1795 errichtet und im eingemeindeten Dorf Mărcuș (Markesdorf) eine Kirche im 15. Jahrhundert errichtet, unter Denkmalschutz.[6]
- Kloster in Mărcuș 1958 und 1991 wiedereröffnet.[7]

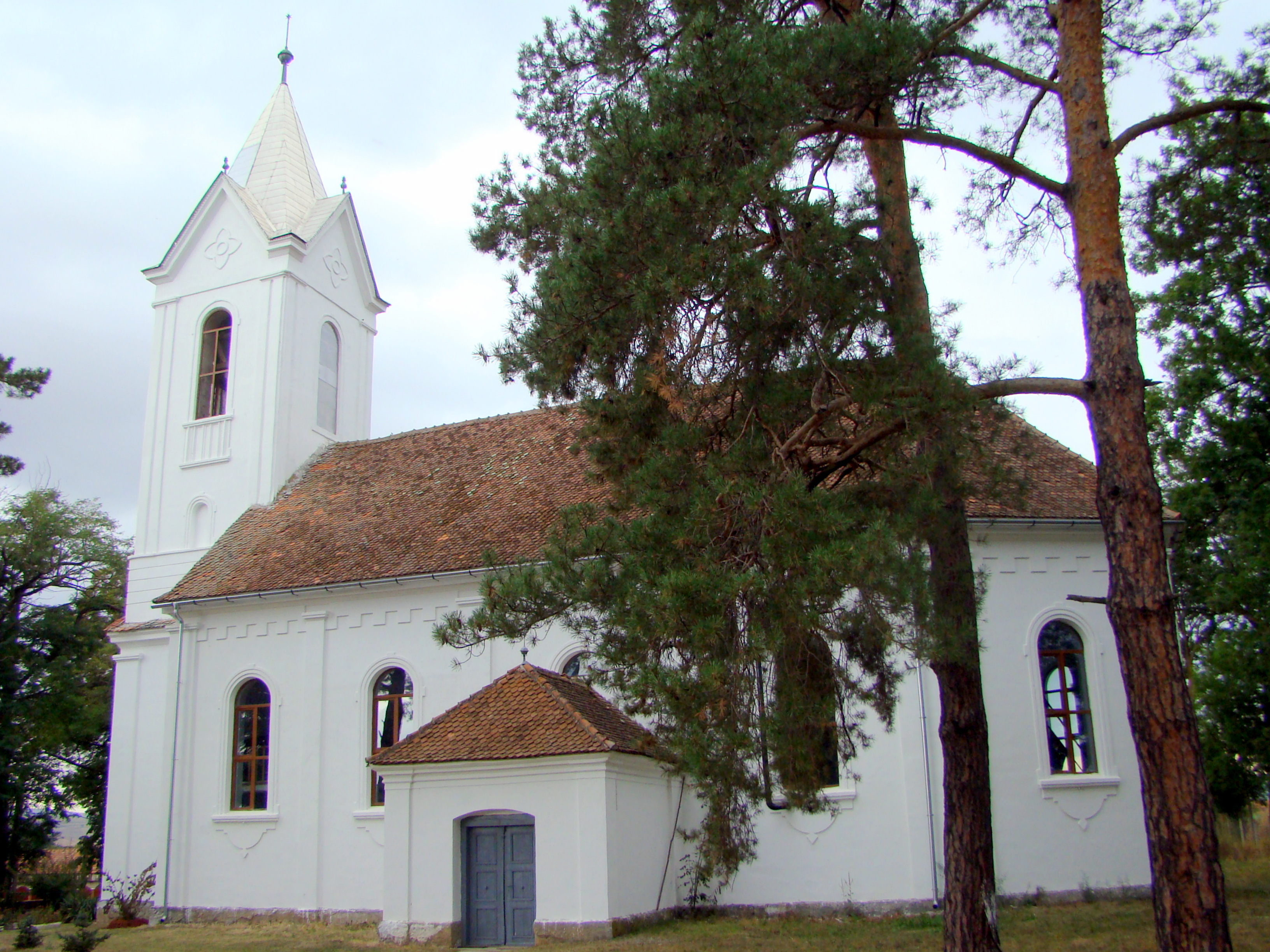
Kirche in Mărcuș
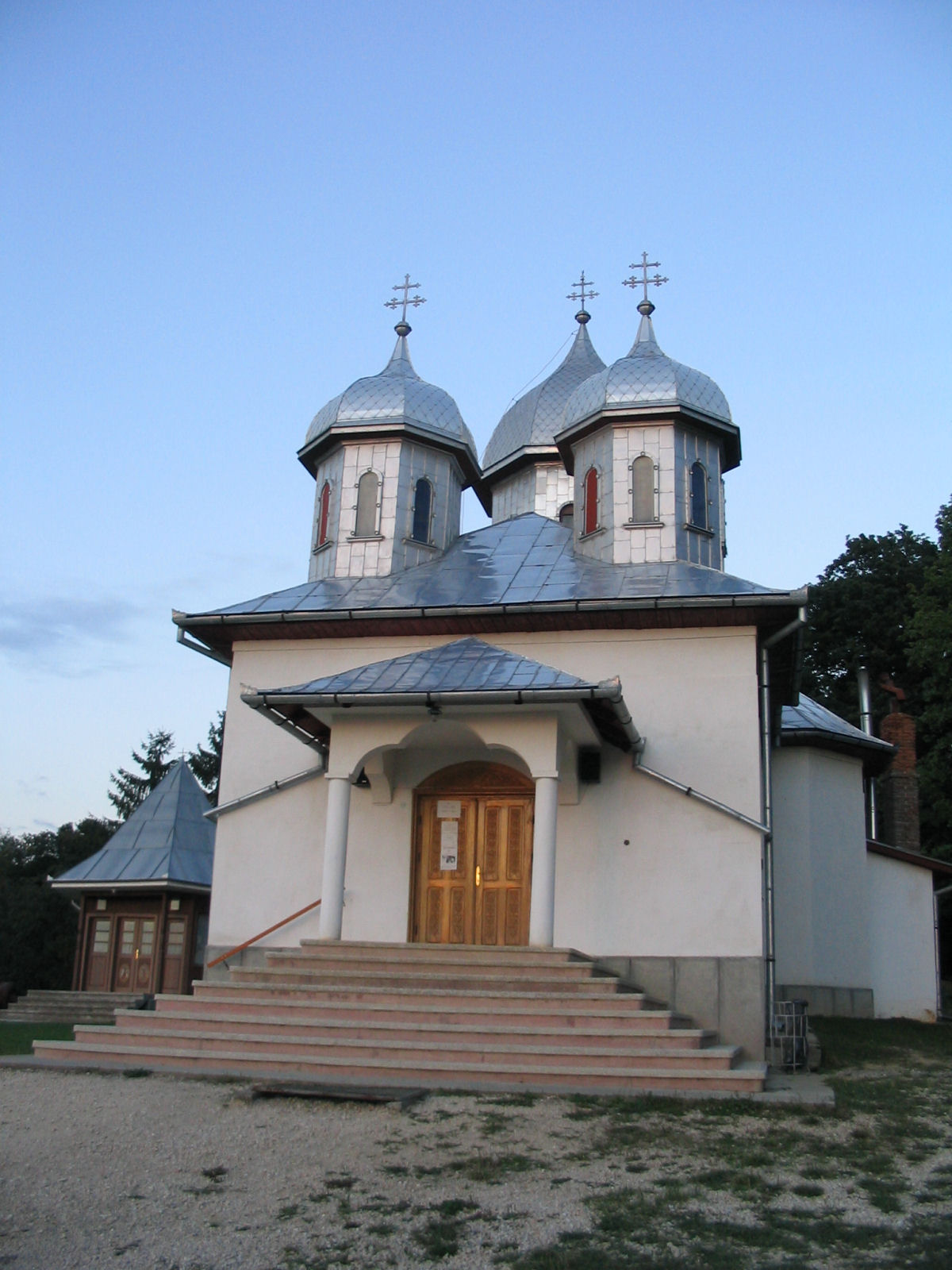
Klosterkirche in Mărcuș
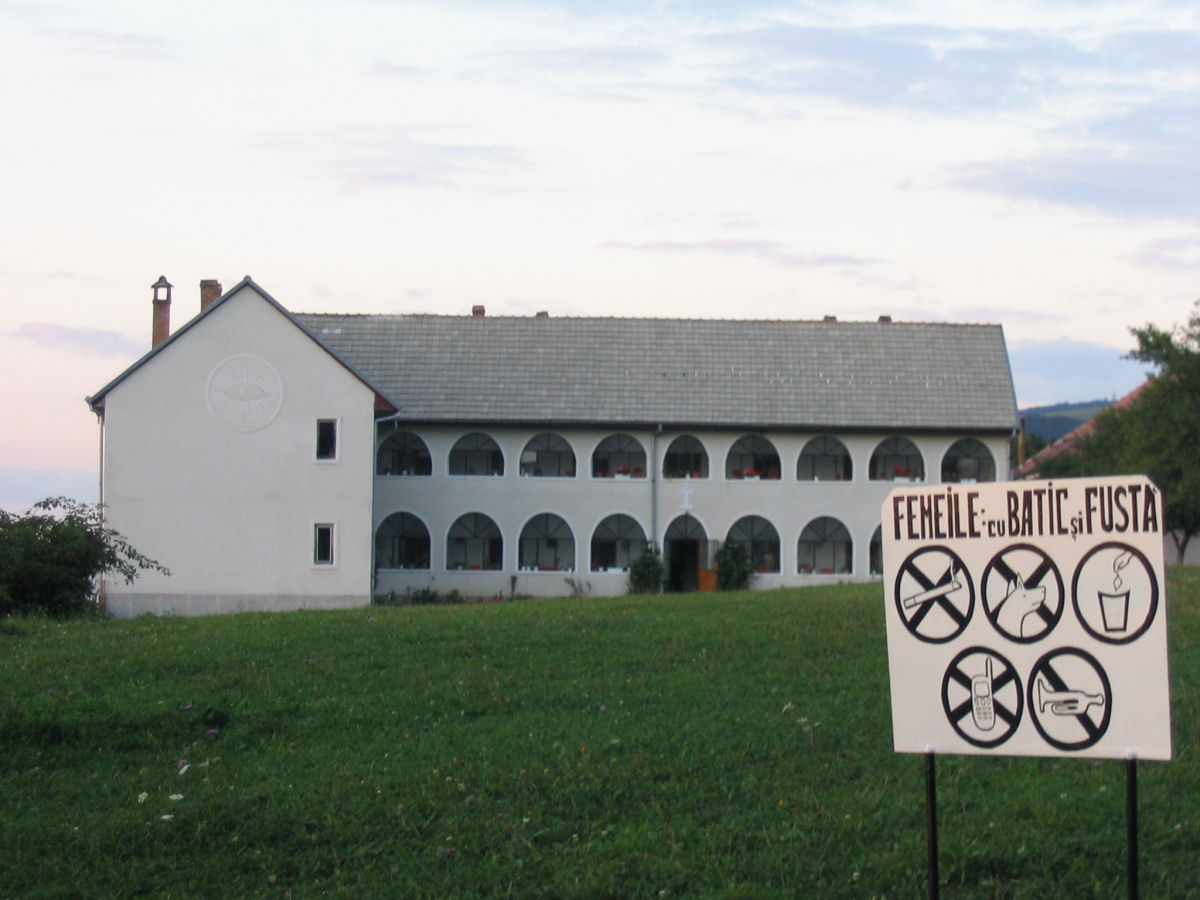
Kloster und Hinweisschild Die Frauen mit Kopftuch und Rock